# Retrato del Conde-Duque de Olivares (1625)
El Conde-Duque de Olivares fue pintado por Velázquez hacia 1625 y se conserva en la colección particular de José Luis Várez Fisa de Madrid.

## Historia del cuadro
Este retrato es el segundo que Velázquez realizó a don Gaspar de Guzmán tras el que le hizo en 1624 y que se conserva actualmente en el Museo de Arte de São Paulo.
El motivo de este segundo retrato con tan sólo un año de diferencia con respecto al primero se debe probablemente a que en 1624 el Conde-Duque cambió de orden militar pasando de la de Calatrava, con cuya cruz bordada aparece en el primer retrato, a la de Alcántara cuya cruz ya luce en este lienzo.

## Descripción del cuadro
De este retrato existen dos ejemplares, el que nos ocupa y otro que se conserva en la Hispanic Society of America de Nueva York.
En ambos lienzos aparece el Conde-Duque de pie, vestido con un traje de seda azul verdoso oscuro cruzado en bandolera por una gran cadena de oro y sobre el que aparece bordada la cruz verde de la Orden de Alcántara que también aparece sobre la capa.

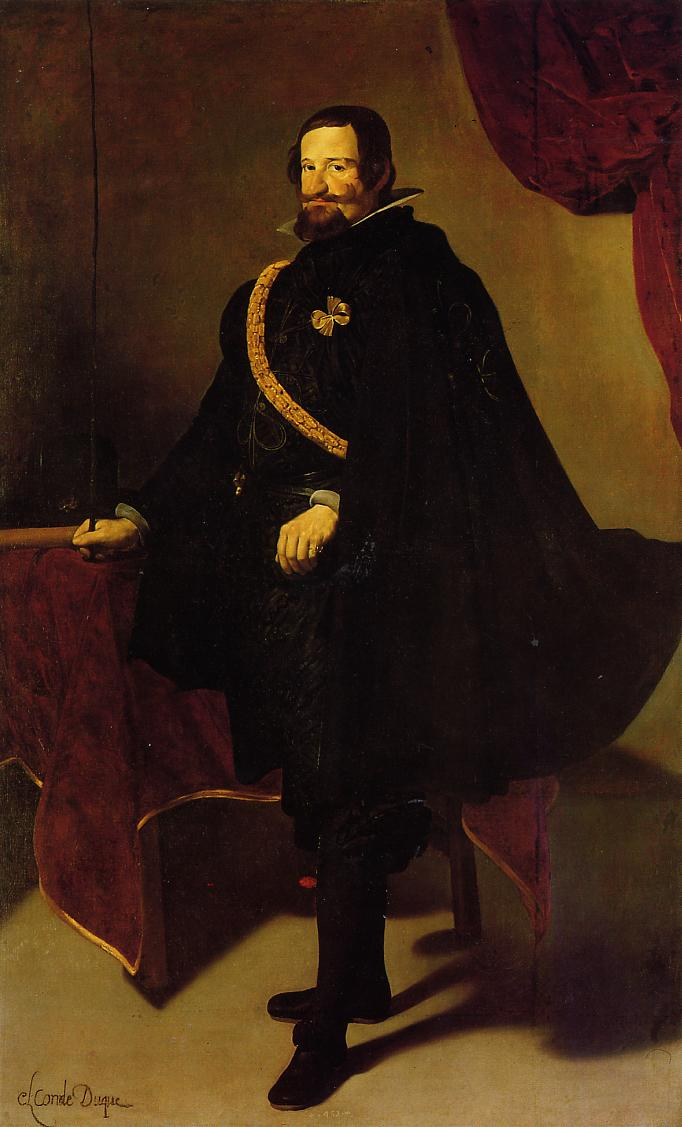
Versión del cuadro que se conserva en la Hispanic Society de América.

Destaca asimismo un lazo dorado sobre el corazón del retratado. La mano derecha sostiene una fusta y aparece apoyada sobre una mesa con tapete rojo mientras que la izquierda reposa sobre el pomo de la espada.
Las dos versiones de esta obra se diferencian en que en la que se conserva en la Hispanic Society of America aparece una cortina recogida en la esquina superior derecha y en que en el dedo meñique de la mano izquierda, el retratado luce una sortija.